# تروجان (اخترشناسی)

نقاط تروجان مشخص شده با رنگ قرمز در مسیر مداری جسم دوم (آبی) به دور جسم اصلی (زرد).

در اخترشناسی تروجان یک جسم آسمانی است که مداری مشترک با یک سیاره یا یک جسم آسمانی بزرگ‌تر دارد اما با آن برخورد نمی‌کند زیرا یکی از این دو بدور مداری در نقاط لاگرانژی ثابت در حال گردش است. تروجان‌ها جزو اجرام با مدار مشترک محسوب می‌شوند. در این گونه آرایشِ مداری ستاره یا سیارهٔ بزرگ‌تر و سیاره‌های کوچکتر بر گرد مرکز سنگینی سراسری مشترکشان، (مکانی در فضا که گرانش دو جسم همدیگر را خنثی می‌کنند) می‌گردند. جرم بسیار کوچکتری که در یکی از نقاط لاگرانژی قرار گرفته مورد تأثیر نیروی کشندیِ ترکیبی (ترکیب شده از همهٔ نیروها) که در این «مرکز سنگینی سراسری» حضور دارند قرار دارد. در نتیجه این اجرام کوچک‌تر می‌توانند به دور مرکز سنگینی سراسری هم‌راه با اجرام بزرگتر با دوره تناوب مشابه به گردش درآیند و این ترتیب در طول زمان پایدار بمانند.
سیارک‌های تروجان، سیارک‌هایی هستند که در نقاط تروجانی یک سیاره قرار دارند. قمرهای تروجان، قمرهایی هستند که در نقاط تروجانی قمری بزرگتر قرار دارند. سیاره‌های تروجان نیز سیاره‌هایی هستند که در نقاط تروجانی دیگر سیارات قرار دارند.
در منظومه شمسی، بیشتر تروجان‌های شناخته شده در مدار مشتری مشترک هستند. آن‌ها به اردوگاه یونان در L4 (جلوتر از مشتری) و اردوگاه تروا در L5 (دنبال مشتری) تقسیم می‌شوند. تصور می‌شود بیش از یک میلیون تروای مشتری بزرگتر از یک کیلومتر قطر داشته باشند، از این تعداد بیش از ۷۰۰۰ تروجان تاکنون فهرست بندی شده‌اند.
زحل دارای بیشترین قمر تروجانی شناخته شده‌است. تتیس قمر زحل دارای دو قمر تروجانی (تلستو و کالیپسو) و قمر دیونه دارای دو قمر تروجانی (هلنه و پولیدئوکس)) است.
در سال ۲۰۱۱ ناسا کشف اولین تروجان شناخته شده زمین را اعلام نمود.